# Morine (Nevesinje, BiH)
Morine su bivše naseljeno mjesto u općini Nevesinje, Republika Srpska, BiH. 
Nalaze se kod ceste od Plužina koja vodi prema Obrnji, uz općinsku granicu. U blizini su Gaj, Porija, Obadi (Kalinovik, BiH) i Presjedovac. Popis 1981. utvrdio je nenaseljenost Morina i iste godine pripojene su naselju Plužinama.

## Stanovništvo
| Narod     | Popis 1961. | Popis 1971. | Popis 1981. |
| --------- | ----------- | ----------- | ----------- |
| Hrvati    |             |             |             |
| Muslimani |             |             |             |
| Srbi      | 78          | 37          |             |
| ostali    |             |             |             |
| Ukupno    | 78          | 37          | 0           |

## Poznate osobe
- vlč. Ivan Maslać, svećenik Trebinjsko-mrkanske biskupije[5]